# Atanas Georgiev
Atanas Georgiev (* 1977 in Skopje, SFR Jugoslawien) ist ein nordmazedonischer Filmeditor, sowie Produzent und Regisseur von Dokumentarfilmen.

## Werdegang
Georgiev wurde 1977 in Skopje geboren. Im Jahr 2000 schloss er das Fach „Film- und TV-Schnitt“ an der „University of Audiovisual Arts, European Film Academy, ESRA“ ab. Er arbeitet insbesondere an Dokumentarfilmen, hat aber auch bei Spielfilmen, Kurzfilmen und Musikvideos den Schnitt ausgeführt. Heute lebt Georgiev als Editor, Sounddesigner, Produzent und Regisseur in Prag und Skopje. Er ist Eigentümer der 2006 gegründeten Filmproduktionsfirma „Trice Films“.
Während der Produktion zum Dokumentarfilm Cash & Marry (2009), bei dem Atanas Georgiev auch Regie führte und als Protagonist auftrat, erlitt er eine Lungenembolie. Er erhielt für den Film den „Regards de Neuf Award“ beim Visions du Réel in Nyon in der Schweiz.
Atanas Georgiev war Produzent und Editor des Dokumentarfilms Land des Honigs (2019). Gemeinsam mit den Regisseuren Ljubomir Stefanov und Tamara Kotevska erhielt Georgiev dafür eine Nominierung für den Besten Dokumentarfilm beim Europäischen Filmpreis 2019 und war auch bei der Oscarverleihung 2020 in der Kategorie Bester internationaler Film nominiert. Der Film bekam zahlreiche weitere Auszeichnungen.

## Filmografie
- 2004: Der Tag, als Stalins Hose verschwand (Golemata voda) – Schnitt
- 2004: Mirage (Iluzija) (Spielfilm) – Schnitt
- 2006: Tajnata kniga (Spielfilm) – Schnitt
- 2009: Cash & Marry (Dokumentarfilm) – Produktion und Regie
- 2010: The Atom Ant (Atomskata mravka) (mittellanger Dokumentarfilm) – Regie und Schnitt
- 2013: Balkan Is Not Dead (Balkanot ne e mrtov) (Spielfilm) – Schnitt
- 2014: Takva su pravila (Spielfilm) – Schnitt
- 2014: Do balcak (Spielfilm) – Schnitt
- 2015: Lazar (Spielfilm) – Schnitt
- 2016: Amok (Dzgan) (Spielfilm) – Schnitt
- 2017: Avec l’amour (mittellanger Dokumentarfilm) – Produktion und Schnitt
- 2019: Land des Honigs (Honeyland) (Dokumentarfilm) – Produktion und Schnitt
- 2019: Polsestra (Spielfilm) – Schnitt